# Tim Krul
Tim Krul, all'anagrafe Timothy Michael Krul (L'Aia, 3 aprile 1988), è un calciatore olandese, portiere svincolato.

## Caratteristiche tecniche
Si distingue per la capacità di neutralizzare i calci di rigore, come dimostrato ai quarti di finale del campionato mondiale del 2014, quando sostituì all'ultimo minuto dei tempi supplementari il titolare Jasper Cillessen e ai tiri di rigore riuscì a respingere due tentativi della Costa Rica, contribuendo a portare i Paesi Bassi nella semifinale del torneo. Allo scopo si aiuta ingaggiando schermaglie con il giocatore incaricato del tiro, al quale rivolge parole e gesti provocatori nel tentativo di deconcentrarlo.

## Carriera

### Club

#### Gli inizi
Tim Krul ha cominciato la propria carriera nel 1996 nel settore giovanile dell'ADO Den Haag, squadra della propria città. Giunto a scadenza di contratto con il club dell'Aia, nel luglio del 2005, 17enne, ha firmato un contratto di tre anni con la squadra inglese del Newcastle.
Ha trascorso la prima parte della stagione 2007-2008 in prestito al Falkirk, in Scozia, dove ha accumulato 26 presenze.
Trasferitosi in prestito al Carlisle United per un mese nel novembre 2008, ha esordito con la nuova maglia contro il Cheltenham il 22 novembre di quell'anno. Il prestito è stato rinnovato sino al gennaio 2009.

#### Newcastle e vari prestiti
Il debutto in campionato con la maglia del Newcastle, come sostituto, risale al secondo tempo della partita con il West Brom, l'8 agosto 2009, giorno di apertura della stagione 2009-2010 di Championship, la seconda serie inglese. Nel luglio 2010 Krul ha firmato un rinnovo contrattuale di quattro anni.
Durante la stagione 2010-2011 ha esordito, mantenendo la porta inviolata, in Premier League, nella partita contro l'Everton, rilevando Steve Harper, costretto ad uscire per infortunio. In stagione ha rimpiazzato il portiere dei Magpies per 10 partite, subendo 15 gol.
L'allenatore Alan Pardew ha dato progressivamente fiducia a Krul promuovendolo a titolare della porta del Newcastle, tanto che Harper è stato poi mandato in prestito al Brighton. L'olandese ha iniziato bene la stagione 2011-2012, mantenendo la porta inviolata nelle prime due giornate, contro Arsenal e Sunderland. Il 3 dicembre 2011 ha toccato quota 50 presenze con il club bianconero, nella gara con il Chelsea, parando un rigore a Frank Lampard e compiendo numerosi interventi di rilievo malgrado la sconfitta per 3-0. Il 3 marzo 2012 ha firmato un rinnovo contrattuale di cinque anni. Alla fine dell'annata è stato nominato miglior calciatore stagionale del Newcastle.
Nella stagione 2012-2013 è stato costretto all'inattività per sette settimane a causa di un infortunio. Tornato in campo nell'ottobre 2012, ha subito un nuovo infortunio alla caviglia in Europa League, rimanendo poi fuori per altre cinque settimane. Un nuovo infortunio lo ha subito nell'aprile 2013, dopo una brutta caduta nel corso di una gara di campionato, e ha dovuto saltare il resto della stagione.
Nelle annate seguenti ha continuato a ricoprire il ruolo di portiere dei Magpies.
Il 25 agosto 2016 si è trasferito in prestito all'Ajax per sostituire il partente Jasper Cillessen, diretto al Barcellona. Dopo sei partite con la squadra riserve del club di Amsterdam, nel gennaio 2017 si è trasferito all'AZ Alkmaar fino al termine della stagione.
Rientrato al Newcastle per fine prestito, è passato, sempre in prestito, al Brighton il 31 agosto 2017, e ha ritrovato l'allenatore Chris Hughton, già avuto a Newcastle. Il 19 settembre ha debuttato contro il Bournemouth in Coppa di Lega. Il giorno dopo è stato ingaggiato a titolo definitivo dal Brighton.

#### Norwich City
Il 24 luglio 2018 è stato prelevato, con contratto biennale, dal Norwich City, club militante in Championship, la seconda divisione inglese. Dopo aver conseguito con i suoi compagni la promozione in Premier League, nel giugno 2019 ha firmato un rinnovo di contratto per altri tre anni. Chiude la sua esperienza gialloverde dopo 163 presenze in campionato e 228 reti subite.

#### Luton Town
Il 17 agosto 2023 viene acquistato a titolo definitivo dal Luton Town, neopromosso in Premier League.

### Nazionale
All'inizio della propria carriera Tim Krul ha rappresentato i Paesi Bassi nel campionato mondiale Under-17 in Perù nel settembre 2005, aiutando la sua squadra a ottenere il quarto posto nel torneo. Nel maggio 2006 ha mantenuto la porta imbattuta per quattro partite con l'Under-20 olandese, classificandosi secondo in Francia nel torneo di Tolone, perdendo ai rigori in finale.
È stato il portiere di riserva dell'Under-21 olandese che ha vinto il campionato europeo di categoria nel giugno 2007.
Ha debuttato con la nazionale maggiore olandese contro il Brasile il 4 giugno 2011.
Convocato dal CT van Marwijk per Euro 2012 in Polonia-Ucraina, ha ricoperto il ruolo di vice di Stekelenburg, indossando la maglia numero 22. Durante la competizione non è stato mai schierato in campo e gli oranje sono stati eliminati al primo turno.
Convocato per il campionato mondiale del 2014 in Brasile, Krul esordisce nella competizione ai quarti di finale contro la Costa Rica, subentrando a Cillessen all'ultimo minuto dei tempi supplementari appositamente per partecipare ai tiri di rigore. Ne para due, portando così l'Olanda in semifinale.
Nel 2021 viene poi convocato all'Europeo.

## Statistiche

### Presenze e reti nei club
Statistiche aggiornate al 25 aprile 2025.
| Stagione            | Squadra             | Campionato          | Campionato | Campionato | Coppe nazionali | Coppe nazionali | Coppe nazionali | Coppe continentali | Coppe continentali | Coppe continentali | Altre coppe | Altre coppe | Altre coppe | Totale | Totale |
| Stagione            | Squadra             | Comp                | Pres       | Reti       | Comp            | Pres            | Reti            | Comp               | Pres               | Reti               | Comp        | Pres        | Reti        | Pres   | Reti   |
| ------------------- | ------------------- | ------------------- | ---------- | ---------- | --------------- | --------------- | --------------- | ------------------ | ------------------ | ------------------ | ----------- | ----------- | ----------- | ------ | ------ |
| 2007-2008           | Falkirk             | SPL                 | 22         | -37        | SC+CdL          | 2+2             | -5 + -2         | -                  | -                  | -                  | -           | -           | -           | 26     | -44    |
| 2008-2009           | Carlisle Utd        | FL1                 | 9          | -7         | FACup+CdL       | 0               | 0               | -                  | -                  | -                  | FLT         | 0           | 0           | 9      | -7     |
| 2009-2010           | Newcastle           | FLC                 | 3          | 0          | FACup+CdL       | 3+2             | -4 + -5         | -                  | -                  | -                  | -           | -           | -           | 8      | -9     |
| 2010-2011           | Newcastle           | PL                  | 21         | -35        | FACup+CdL       | 1+3             | -3 + -9         | -                  | -                  | -                  | -           | -           | -           | 25     | -47    |
| 2011-2012           | Newcastle           | PL                  | 38         | -51        | FACup+CdL       | 2+2             | -2 + -5         | -                  | -                  | -                  | -           | -           | -           | 42     | -58    |
| 2012-2013           | Newcastle           | PL                  | 24         | -40        | FACup+CdL       | 0               | 0               | UEL                | 7                  | -7                 | -           | -           | -           | 31     | -47    |
| 2013-2014           | Newcastle           | PL                  | 36         | -51        | FACup+CdL       | 0+2             | -2              | -                  | -                  | -                  | -           | -           | -           | 38     | -53    |
| 2014-2015           | Newcastle           | PL                  | 30         | -47        | FACup+CdL       | 0+1             | 0               | -                  | -                  | -                  | -           | -           | -           | 31     | -47    |
| 2015-2016           | Newcastle           | PL                  | 8          | -17        | FACup+CdL       | 0+1             | -1              | -                  | -                  | -                  | -           | -           | -           | 9      | -18    |
| Totale Newcastle    | Totale Newcastle    | Totale Newcastle    | 160        | -241       |                 | 17              | -31             |                    | 7                  | -7                 |             | -           | -           | 184    | -279   |
| 2016-gen. 2017      | Jong Ajax           | 1D                  | 6          | -5         | -               | -               | -               | -                  | -                  | -                  | -           | -           | -           | 6      | -5     |
| gen.-giu. 2017      | AZ Alkmaar          | ED                  | 14+4       | -25 + -5   | CO              | 2               | -2              | UEL                | 2                  | -11                | -           | -           | -           | 22     | -43    |
| 2017-2018           | Brighton            | PL                  | 0          | 0          | FACup+CdL       | 4+1             | -3 + -1         | -                  | -                  | -                  | -           | -           | -           | 5      | -4     |
| 2018-2019           | Norwich City        | FLC                 | 46         | -57        | FACup+CdL       | 0               | 0               | -                  | -                  | -                  | -           | -           | -           | 46     | -57    |
| 2019-2020           | Norwich City        | PL                  | 36         | -68        | FACup+CdL       | 2+0             | -3              | -                  | -                  | -                  | -           | -           | -           | 38     | -71    |
| 2020-2021           | Norwich City        | FLC                 | 36         | -23        | FACup+CdL       | 1+0             | -1              | -                  | -                  | -                  | -           | -           | -           | 37     | -24    |
| 2021-2022           | Norwich City        | PL                  | 29         | -62        | FACup+CdL       | 2+0             | -2              | -                  | -                  | -                  | -           | -           | -           | 31     | -64    |
| 2022-2023           | Norwich City        | FLC                 | 16         | -18        | FACup+CdL       | 1+0             | -1 + 0          | -                  | -                  | -                  | -           | -           | -           | 17     | -19    |
| lug.-ago. 2023      | Norwich City        | FLC                 | 0          | 0          | FACup+CdL       | -               | -               | -                  | -                  | -                  | -           | -           | -           | 0      | 0      |
| Totale Norwich City | Totale Norwich City | Totale Norwich City | 163        | -228       |                 | 6               | -7              |                    | -                  | -                  |             | -           | -           | 169    | -235   |
| ago. 2023-2024      | Luton Town          | PL                  | 0          | 0          | FACup+CdL       | 4+2             | -8 + -3         | -                  | -                  | -                  | -           | -           | -           | 6      | -11    |
| 2024-2025           | Luton Town          | FLC                 | 0          | 0          | FACup+CdL       | 0+0             | 0+0             | -                  | -                  | -                  | -           | -           | -           | 0      | 0      |
| Totale Luton Town   | Totale Luton Town   | Totale Luton Town   | 0          | 0          |                 | 6               | -11             |                    | -                  | -                  |             | -           | -           | 6      | -11    |
| Totale carriera     | Totale carriera     | Totale carriera     | 378        | -548       |                 | 40              | -62             |                    | 9                  | -18                |             | -           | -           | 427    | -628   |

### Cronologia presenze e reti in nazionale
| Cronologia completa delle presenze e delle reti in nazionale ― Paesi Bassi | Cronologia completa delle presenze e delle reti in nazionale ― Paesi Bassi | Cronologia completa delle presenze e delle reti in nazionale ― Paesi Bassi | Cronologia completa delle presenze e delle reti in nazionale ― Paesi Bassi | Cronologia completa delle presenze e delle reti in nazionale ― Paesi Bassi | Cronologia completa delle presenze e delle reti in nazionale ― Paesi Bassi | Cronologia completa delle presenze e delle reti in nazionale ― Paesi Bassi | Cronologia completa delle presenze e delle reti in nazionale ― Paesi Bassi |
| Data                                                                       | Città                                                                      | In casa                                                                    | Risultato                                                                  | Ospiti                                                                     | Competizione                                                               | Reti                                                                       | Note                                                                       |
| -------------------------------------------------------------------------- | -------------------------------------------------------------------------- | -------------------------------------------------------------------------- | -------------------------------------------------------------------------- | -------------------------------------------------------------------------- | -------------------------------------------------------------------------- | -------------------------------------------------------------------------- | -------------------------------------------------------------------------- |
| 4-6-2011                                                                   | Goiânia                                                                    | Brasile                                                                    | 0 – 0                                                                      | Paesi Bassi                                                                | Amichevole                                                                 | -                                                                          |                                                                            |
| 8-6-2011                                                                   | Montevideo                                                                 | Uruguay                                                                    | 1 – 1                                                                      | Paesi Bassi                                                                | Amichevole                                                                 | -1                                                                         |                                                                            |
| 26-5-2012                                                                  | Amsterdam                                                                  | Paesi Bassi                                                                | 1 – 2                                                                      | Bulgaria                                                                   | Amichevole                                                                 | -2                                                                         |                                                                            |
| 7-9-2012                                                                   | Amsterdam                                                                  | Paesi Bassi                                                                | 2 – 0                                                                      | Turchia                                                                    | Qual. Mondiali 2014                                                        | -                                                                          |                                                                            |
| 6-2-2013                                                                   | Amsterdam                                                                  | Paesi Bassi                                                                | 1 – 1                                                                      | Italia                                                                     | Amichevole                                                                 | -1                                                                         |                                                                            |
| 5-7-2014                                                                   | Salvador                                                                   | Paesi Bassi                                                                | 0 – 0 dts (4 – 3 dtr)                                                      | Costa Rica                                                                 | Mondiali 2014 - Quarti di finale                                           | -                                                                          | 120+1’                                                                     |
| 12-11-2014                                                                 | Amsterdam                                                                  | Paesi Bassi                                                                | 2 – 3                                                                      | Messico                                                                    | Amichevole                                                                 | -3                                                                         |                                                                            |
| 10-10-2015                                                                 | Astana                                                                     | Kazakistan                                                                 | 1 – 2                                                                      | Paesi Bassi                                                                | Qual. Euro 2016                                                            | -                                                                          | 81’                                                                        |
| 7-10-2020                                                                  | Amsterdam                                                                  | Paesi Bassi                                                                | 0 – 1                                                                      | Messico                                                                    | Amichevole                                                                 | -1                                                                         |                                                                            |
| 15-11-2020                                                                 | Amsterdam                                                                  | Paesi Bassi                                                                | 3 – 1                                                                      | Bosnia ed Erzegovina                                                       | UEFA Nations League 2020-2021 - 1º turno                                   | -1                                                                         |                                                                            |
| 18-11-2020                                                                 | Chorzów                                                                    | Polonia                                                                    | 1 – 2                                                                      | Paesi Bassi                                                                | UEFA Nations League 2020-2021 - 1º turno                                   | -1                                                                         |                                                                            |
| 24-3-2021                                                                  | Istanbul                                                                   | Turchia                                                                    | 4 – 2                                                                      | Paesi Bassi                                                                | Qual. Mondiali 2022                                                        | -4                                                                         |                                                                            |
| 27-3-2021                                                                  | Amsterdam                                                                  | Paesi Bassi                                                                | 2 – 0                                                                      | Lettonia                                                                   | Qual. Mondiali 2022                                                        | -                                                                          |                                                                            |
| 30-3-2021                                                                  | Gibilterra                                                                 | Gibilterra                                                                 | 0 – 7                                                                      | Paesi Bassi                                                                | Qual. Mondiali 2022                                                        | -                                                                          |                                                                            |
| 2-6-2021                                                                   | Faro                                                                       | Paesi Bassi                                                                | 2 – 2                                                                      | Scozia                                                                     | Amichevole                                                                 | -2                                                                         |                                                                            |
| Totale                                                                     |                                                                            | Presenze                                                                   | 15                                                                         |                                                                            | Reti                                                                       | -16                                                                        |                                                                            |

## Palmarès

### Club

#### Competizioni nazionali
- Football League Championship: 3

Newcastle: 2009-2010
Norwich City: 2018-2019, 2020-2021

### Nazionale
- Campionato d'Europa Under-21: 1

2007

### Individuale
- FA Premier League Player of the Month: 1

2013-2014 - Novembre